# ガーバー マークII
ガーバー マークII（Gerber Mark II）は、ガーバー・レジェンダリー・ブレード社が設計した戦闘用ナイフである。1967年から2000年まで製造され、2002年に35周年記念モデルとして1500本が追加で製造された。また2008年7月現在、生産を再開している。アメリカ陸軍退役大尉バド・ホールズマンによって古代ローマ時代のマインツ型グラディウスをモデルに設計された。
セレーションの有無によって、刃部分のくびれの有無になり、シルエットを異なるモノにしている。
現在の日本では所持、所有、流通がダガーであるために禁止されている。

## 概要
マークIIは16.5センチメートルのくびれた槍のような諸刃を有し、第二次世界大戦中にブリティッシュ・コマンドスのために開発されたフェアバーン・サイクス戦闘ナイフに似通った特徴的な柄を持つ。ベトナム戦争でアメリカ軍によって使用され、評判はKa-Barナイフの次に良好だった。ノンフィクションの殺人手引書として出版され、後に実際の殺人にも使われ物議をかもしたパラディン・プレス社の書籍『Hit Man: A Technical Manual for Independent Contractors』では、
マークIIの使用が推奨されていた。
ベトナム戦争の間、最初に生産されたマークIIには鞘からの抜き差しを容易にし、またフェンシングのフルーレと似た握り方をするため柄と刃の間に5度の角度が設けられていた。角度の方向は復刻モデルではロットナンバー側に傾いていた。。しかしこの機構はユーザーから「曲がった刃」と認識され、多数が返品されたため、ガーバー社は以降の生産からこの機構を排除した。後に限定生産された1986年の20周年記念モデルは角度をつけて復刻されている。日本国内では「CS0000（4桁）」のロットナンバーが確認できる。1970年代には、軍の基地及び駐屯地の売店でマークIIは「好みと合わない」「残虐すぎる」などの理由で販売されなくなった。ナイフ設計者としてガーバーで働いていたアルフレッド・クラーク・マー（後のアルマー・ナイフの創設者）は柄の付近に鋸歯（窪みは１５個）を取り付け、「サバイバル・エイド」として基地の売店でアピールし、戦闘用ナイフとしてよりはむしろサバイバルナイフとしての販売を再開した。
戦闘用以外にも狩猟時の止め用のナイフとしても使用されている。初期には少数のダイバーズナイフモデルも存在する。
限定モデルとして真鍮製のヒルトとウッドハンドルを持つプレゼンテーションモデルや、刀身にベトナム戦争時代のアメリカ4軍（陸軍、海軍、空軍、海兵隊）のイラストをプリントし、柄にバッジを取り付けたベトナム戦争記念モデルが存在する。
柄は当初は通称「キャッツ・タング」（猫の舌）と呼ばれるアルミ製の柄にステンレス粉を吹き付けて樹脂で接着したものであったが、後にアーモハイドという名称で知られてる樹脂の吹き付け加工のグレーハンドル（少数の金、黄、オレンジハンドルも存在する）に変更され、1980年代に黒色のアルマイト加工された物（ステンレス粉吹き付けのCSハンドルも存在する）に変更された。限定生産された1986年の20周年記念モデルでは「キャッツ・タング」に近い加工が再現されている。
刀身に使用する鋼材も初期はL6工具鋼（SAE規格 C%0.7、Cr%0.27、Mo%0.25、Ni%1.5、V%0.25の低合金特殊用途工具鋼を焼き入れ硬さHRC62から焼き戻し温度をやや高温で焼き戻し硬さHRC55～57にして靭性と刃持ちの良さを優先させたもの)であったが、1980年代にアルマイト柄のモデルから440Cステンレス鋼へ変更され（20周年記念モデルはL6鋼を使用）、2002年の35周年記念モデルでは154CMステンレス鋼、2008年以降のモデルは420HCステンレス鋼を使用している。初期のモデルは使用する鋼材と刃の形状により、ダガーとしては高い切れ味を持つ。FBIや軍関係の用途が多い都合上、品質保証のため全数シリアルナンバーが刻印され生産時のロット管理が行われていた。
初期モデルに付属していたシース（鞘）は皮製であったが、高温多湿なベトナムで使用するには貧弱な造りであり劣化しやすいことが難点であった。ガーバーのシャープナーであるスポーツマンズスチールが付属するシースも存在する。1980年代以降の440Cモデルには頑丈なナイロン製シースが付属していた。日本向けの製品では、簡易なワイヤーロックシステムタイプがみられる。このモデルは腿に結わい付けるパラシュートコードが付づいしている。
ロットナンバーが刻印かレーザーマーカーかによって刃砥ぎの仕上げに違いが見られる。
ガーバー社はマークIとして知られているマークIIの小型版を製造した。マークIは12センチメートルの刃を有し、ブーツナイフとして販売された。
兄弟的なモデルとして刃を片側のみにしたコマンドⅡ（米軍の銃剣のような刀身を有し短い刀身側に14個の窪み）やコマンドⅠも販売されている。
コマンドⅡの日本国内へのロットナンバーは「BＯXXXX」が確認できる。シース（鞘）にはナイフを固定するベルトが２ケ所設けられ、鍔側のベルト内には丈夫な板がある。刀身の傾きは無い。軍用系の工夫が全くないものが確認できる。
ベルト通し周辺の縫製糸が経年劣化でイチゴ色に変色するものもある。
現在の日本では5.5ｃｍ以上の諸刃の刃物を「ダガー」として所持、所有、流通が禁止されているため、合法品として所有する為には片刃を切り落として、ポイントを削り落とし、片刃の刃物に改造する必要がある。
2009年1月5日に銃砲刀剣類所持等取締法の一部が改訂・施行される前は日本でも流通していた。ガーバー社の正規輸入業者であった和田榮によればその形状ゆえに輸入に苦労したモデルで、警察庁の決定により一時的に出荷停止の処分も受けたこともあった。また、個人で輸入・持ち帰りの際に税関で問題を起こすのもマークIIが一番多かった。サバイバルナイフとして輸入できるにはセレーションの付きが重要な条件であったが、これを知らずにセレーション無しのモデルを輸入しようとして没収された者が何人もいたという。

## 登場作品

### 映画
『沈黙の戦艦』
　   1992年。スティーブン・セガールよって使用された。劇中のトミー・リー・ジョーンズとの殺陣にて。
『暴走特急』
　  1995年。エヴェレット・マッギルによって使用された。劇中のスティーブン・セガールとの殺陣にて。
『マッドマックス2』
1981年。メル・ギブソンによって使用され、マークIIはさらなる人気を得た。
『エイリアン2』
1986年。マークIIの刃の黒いモデル（刃が傾いていないモデル）が食堂でのシーンに登場する。
『キャプテン・アメリカ/ウィンター・ソルジャー』
2014年。ウィンターソルジャーがキャプテン・アメリカとの戦いでマークIIを使用する。